# Helmholtz-Gymnasium Zweibrücken

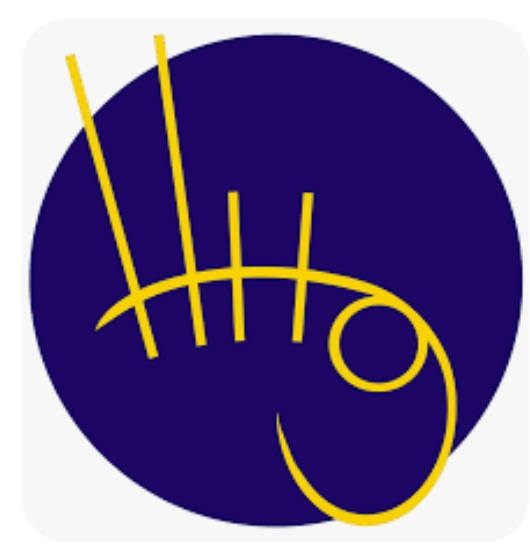
Schullogo Helmholtz-Gymnasium

Das Helmholtz-Gymnasium (HHG) Zweibrücken ist ein Gymnasium mit naturwissenschaftlichem (u. a. MINT-Schule) und sprachlichem (u. a. bilingualer Zweig Englisch) Profil in der pfälzischen Stadt Zweibrücken. Es ist nach dem Physiker Hermann von Helmholtz benannt.

## Geschichte
Zunächst ab zirka 1850 als Gewerbe- und Abendschule installiert, wurde die Schule 1877 zur Realschule. 1919 erfolgte dann der Aufstieg zur Oberrealschule die dann ab 1950 die Wandlung zum Gymnasium durchlief.
1981 erfolgte der Umzug von der Hofenfelsstraße in die noch heute aktuelle Bleicherstraße in das neu errichtete Schulzentrum der Stadt. Im gleichen Gebäude war nun auch das Herzog-Wolfgang-Gymnasium untergebracht. 1987 dann erfolgte die Fusion mit dem diesem, wobei nach intensiven Diskussionen die Schule mit der Bezeichnung Helmholtz-Gymnasium und der Abkürzung HHG weitergeführt wurde.

## Arbeitsgemeinschaften
Als Arbeitsgemeinschaften werden jährlich eine Astronomie-AG, eine Sanitäts-AG sowie eine Theater-AG angeboten, die von Lehrern betreut werden. Nebenbei werden auch viele sportliche AGs, wie z. B. Basketball und Volleyball angeboten, die teilweise auch von Schülern der Oberstufe betreut werden. Zudem verfügt die Schule über eine eigene Schach-Mannschaft, die bei den jährlichen Schul-Schachmeisterschaften auf Landesebene sehr gut abschneidet. 2004 wurde die Schülerzeitung-AG gegründet. Die Zeitung mit dem Namen „Unzensiert“ erscheint seither halbjährlich, meist mit einem Titelthema, und hat schon zahlreiche Preise gewonnen, darunter 2008 den 1. Preis beim Schülerzeitungswettbewerb der Rheinpfalz und ein Jahr später den 2. Preis beim Landeswettbewerb Rheinland-Pfalz.
Leiterin der Schule ist Kerstin Kiehm.
Die Schule nimmt am Projekt Schule ohne Rassismus – Schule mit Courage teil. Pate war bis zu seinem Tod der Zeitzeuge des Nationalsozialismus Alex Deutsch. Heute übernimmt dessen Witwe Doris Deutsch diese Aufgabe. Im selben Gebäude ist die Bibliotheca Bipontina untergebracht, die zum Landesbibliothekszentrum Rheinland-Pfalz gehört.

## Bekannte Lehrer und Schüler
- Hans Beckmann (* 1959), deutscher Politiker und ehemaliger Staatssekretär im Rheinland-Pfälzischen Ministerium für Bildung.
- Annelie Faber-Wegener (* 1959), ehemalige Bürgermeisterin von Blieskastel.
- Dieter R. Fuchs (* 1952), deutscher Wissenschaftler und Schriftsteller.
- Christoph Gensch  (* 1978), deutscher Politiker und Mitglied des Rheinland-Pfälzischen Landtages.
- Raphael Holzdeppe (* 1989), Weltmeister im Stabhochsprung 2013 und Weltrekordhalter (Junioren), Olympiateilnehmer 2008 sowie Gewinner der Bronzemedaille 2012.
- Christa Jenal (* 1954), deutsche Lehrerin, die wegen ihres Engagements gegen Gewalt in der Rockmusik bekannt wurde.
- Volker Oberhausen (* 1959), deutscher Politiker und ehemaliges Mitglied des Saarländischen Landtages.
- Norman Ohler (* 1970), deutscher Journalist und Autor.
- Yvonne Ploetz (* 1984), deutsche Politikerin und ehemaliges Mitglied des Deutschen Bundestages.